# Mithraeum de Cabrera de Mar
Le mithraeum de Cabrera de Mar est situé dans les vestiges d'une villa romaine à Cabrera de Mar, près de Mataró, dans la province de Barcelone en Catalogne,.

## Historique
Les origines de la ville de Mataró remontent à l'époque romaine, sous le nom d'Iluro. Les vestiges d'un villa romaine agricole ont été découverts de façon fortuite en 1974 et des fouilles archéologiques ont été entreprises entre 1974 et 1984 par la section archéologique du musée de Mataró. Les découvertes sont conservées dans ce musée.
Le supposé mithraeum, trouvé sur le site archéologique de Can Modolell, daterait des Ier et IIe siècles apr. J.-C.. L'épigraphie conservée au musée donnerait la prééminence au culte de Mithra sur celui d'autres dieux ou déesses.

### Árula de Lucius Petreius
C'est un petit autel portatif en marbre bleu-blanc trouvé en 1974 sur le site de Can Modolell lequel porte l'inscription :
« K(auti) d(eo) L(ucius) Petreius Victor aliarius d(eo) K(auti) M(ithrae) v(otum) s(olvit) l(ibens) m(erito). »
« Au dieu Cautes / Lucius Petreius Victor, marchand d'ail, au dieu Cautès Mithra, a rempli sa promesse de bon gré et en bonne et due forme. »

### Árula cylindrique
Ce petit autel cylindrique de marbre blanc a été trouvé en 1987 sur le site de Can Modolell lequel porte l'inscription :
« K(auti) v(otum) s(olverunt) Successus Elaine Caesaris »
« Pour Cautes, Successus et Élaine, les esclaves de César, ont tenu leur promesse. »